# Chlenias umbraticaria
Chlenias umbraticaria là một loài bướm đêm trong họ Geometridae.